# Torn (canción de Ednaswap)
«Torn» es una canción originalmente grabada por la banda estadounidense de rock alternativo Ednaswap (1993-1999) incluida en su álbum debut autotitulado Ednaswap (1995). Fue el segundo sencillo de ese álbum tras Glow. "Torn" fue compuesta por Scott Cutler, Anne Preven y Phil Thornalley durante una sesión demo en 1991 e interpretada en vivo antes de la formación de la banda en 1995. La letra fue escrita por Preven mientras que las partes de guitarra fueron arregladas por Anderson. La banda se disolvió el 12 de abril de 1999.
La canción se caracteriza por contar con unas guitarras algo ásperas e inquietantes, un puente que no incluye partes de solos y una muy largo conclusión que se desvanece (técnica musical) antes de que termine. El puente es la única parte de esta versión de la canción en la que los acordes de guitarra acústica se pueden escuchar fácilmente.

## Lista de canciones

#### CD Sencillo(Island Records – 572 252 2)[2]
1. "Torn" (Radio Mix) – 3:40
2. "Torn" (Versión Álbum) – 3:58

## Versión de Lis Sørensen
La primera grabación de la canción fue en 1993 por la cantante danesa Lis Sørensen, traducida del inglés al danés como "Brændt" ("Quemado") y salió al mercado antes de que Ednaswap sacaran su primer disco.
Apareció en su álbum Under stjernerne et sted ("Somewhere Below the Stars"), y también fue un sencillo de radio. Se convirtió en un éxito en Dinamarca. 
Sørensen había recibido la canción a través del productor musical Poul Bruun, como una sugerencia para incluirla en su nuevo álbum. La letra en danés fue escrita por Elisabeth Gjerluff Nielsen. 
Esta versión tiene un toque más a lo Rock clásico y con sus 4:30 de duración es la versión más larga. Se parece a la versión que haría después Ednaswap en tener un Puente (música) largo, y una conclusión bastante larga (sin incluir el solo de guitarra del final).

## Versión de Trine Rein
Después de que Ednaswap lanzara su álbum homónimo, la cantante noruega Trine Rein hizo una versión de "Torn" que publicó en su álbum Beneath My Skin de 1996.
La versión de Trine Rein tiene una sensación mucho más melodramática, con toques de acordes de piano a lo largo de la canción y acentos de guitarra eléctrica más duros, con un puente similar a la versión de Lis Sørenson.
Alcanzó el número 10 en la lista noruega. También se produjo un video musical para promocionar esta versión.

### Posicionamiento en listas
| Lista (1996)       | Máxima posición |
| ------------------ | --------------- |
| Noruega (VG-lista) | 10              |

## Versión de Natalie Imbruglia
En 1997, la cantante australiana-británica Natalie Imbruglia, hizo un cover de la canción para su álbum debut de estudio Left of the Middle (1997). Fue grabado en Kilburn, Londres con David Munday (en guitarra), Phil Thornalley (bajo, guitarra rítmica), Chuck Sabo (batería), Henry Binns, Sam Hardaker de Zero 7 (Caja de ritmos) y Katrina Leskanich (coros) y mezclado por Nigel Godrich. Thornalley también participó como productor en esta versión. 
Lanzado como sencillo, la versión de Imbruglia se convirtió en un éxito mundial. Alcanzó la segunda ubicación en su natal Australia y obtuvo el número 1 en Bélgica, Suecia, Dinamarca, España, Canadá y en el Hot 100 Airplay durante 11 semanas. 
En ese entonces, las reglas en Estados Unidos no permitían ingresar al Billboard Hot 100, canciones que sólo sean singles airplay o que tengan difusión radial sin haberse lanzado físicamente como sencillo. Pero en 1998 ya cuando la canción estaba declinando en su popularidad, las reglas cambiaron para permitir que las canciones que solo tenían difusión radial ingresaran a las listas y de esta forma solo llegó a alcanzar el puesto 42 del Hot 100. 
La canción fue nominada al Premio Grammy a la mejor interpretación femenina vocal de pop en 1999.
El vídeo de "Torn", filmado el 25 de octubre de 1997 bajo la dirección de Alison Maclean, fue cointerpretado por el actor británico Jeremy Sheffield.

### Canciones y formatos
Reino Unido – BMG international single / CD single #1
1. «Torn» – 4:06
2. «Sometimes» – 3:52
3. «Frightened Child» – 1:37

 Reino Unido – CD single #2
1. «Torn» – 4:06
2. «Contradictions» – 4:07
3. «Diving in the Deep End» – 3:30

 Francia – CD single
1. «Torn» – 4:06
2. «Diving in the Deep End» – 3:54

### Posicionamiento en listas y certificaciones
Sólo el sencillo ha vendido más de 3 millones de copias por todo el mundo, incluyendo casi 1 millón de copias en el Reino Unido solamente, donde enarboló la posición número 2 y es el tercer sencillo más vendido de la historia en no alcanzár la posición número 1.
| Lista (1998)                          | Mejor posición |
| ------------------------------------- | -------------- |
| Alemania (Offizielle Deutsche Charts) | 4              |
| Australia (ARIA)                      | 2              |
| Austria (Ö3 Austria Top 40)           | 3              |
| Bélgica (Flandes) (Ultratop 50)       | 1              |
| Bélgica (Valonia) (Ultratop 50)       | 5              |
| Canadá (RPM Top Singles)              | 1              |
| Dinamarca (IFPI)                      | 1              |
| España (AFYVE)                        | 1              |
| Estados Unidos (Billboard Hot 100)    | 42             |
| Estados Unidos (Pop Songs)            | 1              |
| Estados Unidos (Alternative Songs)    | 12             |
| Estados Unidos (Adult Pop Songs)      | 1              |
| Estados Unidos (Adult Contemporary)   | 4              |
| Estados Unidos (Radio Songs)          | 1              |
| Europa (European Hot 100)             | 2              |
| Finlandia (OFC)                       | 8              |
| Francia (SNEP)                        | 4              |
| Irlanda (IRMA)                        | 4              |
| Italia (FIMI)                         | 2              |
| Noruega (VG-lista)                    | 6              |
| Nueva Zelanda (Recorded Music NZ)     | 5              |
| Países Bajos (Dutch Top 40)           | 2              |
| Reino Unido (UK Singles Chart)        | 2              |
| Suecia (Sverigetopplistan)            | 1              |
| Suiza (Schweizer Hitparade)           | 2              |

| País        | Organismo certificador | Certificación    | Ref.   |
| ----------- | ---------------------- | ---------------- | ------ |
| Alemania    | BVMI                   | Disco de Oro     | [ 32 ] |
| Australia   | ARIA                   | Disco de Platino | [ 33 ] |
| Reino Unido | BPI                    | Disco de Platino | [ 34 ] |
| Suiza       | IFPI Suiza             | Disco de Oro     | [ 35 ] |

## Otras versiones
Esta canción ha sido versionada por varios artistas, algo sorprendente teniendo en cuenta que fue compuesta por un grupo de rock alternativo de escaso renombre, esto se debe a la participación de Philip Thornalley, ya que él trabajó con muchos de los artistas que versionaron la canción.

### Grabaciones
- Lis Sørensen (1993).
- Ednaswap (1993-95) y (1996-97) Radio Mix (1998).
- Trine Rein (1996).
- Natalie Imbruglia (1997).
- Annetenna (Anne Preven y Scott Cutler, 2001).

### Versiones esporádicas
- Neck Deep (pop punk 2018)
- Carly Rae Jepsen.
- One Direction.
- Juliet Simms.
- Cassadee Pope.
- Lea Michele, Glee 4.12.
- Natalie Browne (dance).
- Off by One (banda Punk).
- Hands Like Houses (rock alternativo).
- Tabu (bajo el título "On ("He")").
- Bolalar ("Sogʻindim ishon" ("Créeme, te echo de menos").
- Rouge (banda pop).
- Tori Amos, 19 de julio de 2014.
- Agapornis (banda de cumbia-pop).
- The HotDogs (rock ballad)

La canción apareció en varias series de televisión,, la más destacada de las cuales es la serie de televisión estadounidense  Charmed en el episodio "He Got You Under My Skin". La versión de Imbruglia de la canción también apareció en otros espectáculos; algunos ejemplos incluyen la telenovela chilena Separados (transmitida por TVN), el drama adolescente turco Love 101 (transmitido y distribuido por Netflix) y la serie de televisión filipina Gimik (transmitida por ABS-CBN).
En octubre de 2011, Megan Mullally y Casey Wilson interpretan la canción en la comedia de situación Happy Endings en el episodio "Yesandwitch".
La canción fue realizada en el programa de televisión Glee por Rachel (Lea Michele) en el episodio 12 de la temporada 4.
El cómico David Armand realizó una interpretación mímica de la canción, en el papel de “Johann Lippowitz, el primer artista interpretativo de danza de Viena”, que fue difundido extensamente en Internet. En Secret Policeman's Ball (2006) un show a beneficio de los derechos humanos de Amnistía Internacional, Imbruglia y Armand realizaron un dueto en vivo de la canción.